# NGC 6832
NGC 6832 ist ein Asterismus im Sternbild Cygnus. Er wurde am 11. August 1831 von John Herschel bei einer Beobachtung mit einem 18-Zoll-Spiegelteleskop entdeckt.